# Куранах
Куранах (вариант названия Куранахское рудное поле, якут. Кураанах) — группа месторождений золота в Алданском районе Якутии, в окрестностях реки Аллах.

## История
В середине 1950-х годов были открыты месторождения Боковое и Центральное (открыл трест «Якутзолото»). Тогда же началась разработка рудного поля. Разработкой заведовал прииск «Н. Куранах» (до 1964 года).
В 1965 году была введена в строй первая очередь Куранахского ГОК. На данный момент разработку ведет компания «Полюс Алдан».

## Геология
На территории месторождения были открыты минералы: куранахит, яфсоанит, куксит и черемныхит.
На территории месторождения впервые в России был найден минерал дагганит.